# Lovoa
Lovoa és un gènere de plantes de la família Meliaceae. És un gènere d'arbres de fulles pinnades i de flors tetràmeres o pentàmeres propis de l'Àfrica equatorial. La fusta de dibetú és fàcil de serrar, però difícil de ribotejar; substitueix adequadament la fusta de noguera i, envernissada, recorda la de caoba. És molt apreciada en ebenisteria.
Conté les espècies següents (aquesta llista pot ser incompleta):
- Lovoa swynnertonii, E.G.Baker
- Lovoa trichilioides, Hermann Harms